# Stephan Gutzler
Stephan Gutzler (* 25. Juli 1973 in Freiburg im Breisgau) ist ein deutscher Jurist. Er ist seit dem 1. April 2022  Präsident des Landessozialgerichts Rheinland–Pfalz.

## Leben und Wirken
Gutzler trat nach Abschluss seiner juristischen Ausbildung im Juli 2001 in den Justizdienst des Landes Rheinland–Pfalz ein und wurde bei dem Landgericht Bad Kreuznach eingesetzt. Nach weiteren Stationen bei dem Amtsgericht Simmern sowie der Staatsanwaltschaft Mainz wechselte er im September 2003 zum Sozialgericht Mainz. Dort erfolgte im Februar 2006 seine Ernennung zum Richter auf Lebenszeit. Von 2007 bis 2009 war Gutzler als wissenschaftlicher Mitarbeiter an das Bundessozialgericht in Kassel abgeordnet. Hieran schloss sich eine weitere Abordnung an das Landessozialgericht Rheinland-Pfalz in Mainz an. Im Juli 2010 wurde er dort zum Richter am Landessozialgericht ernannt. Ab Oktober 2017 war er Präsident des Sozialgerichts Trier, ab 15. Februar 2019 Präsident des Sozialgerichts Mainz. Seit dem 1. April 2022 ist Gutzler Präsident des Landessozialgerichts Rheinland–Pfalz. Gutzler ist promoviert.